# Nain (Teppich)

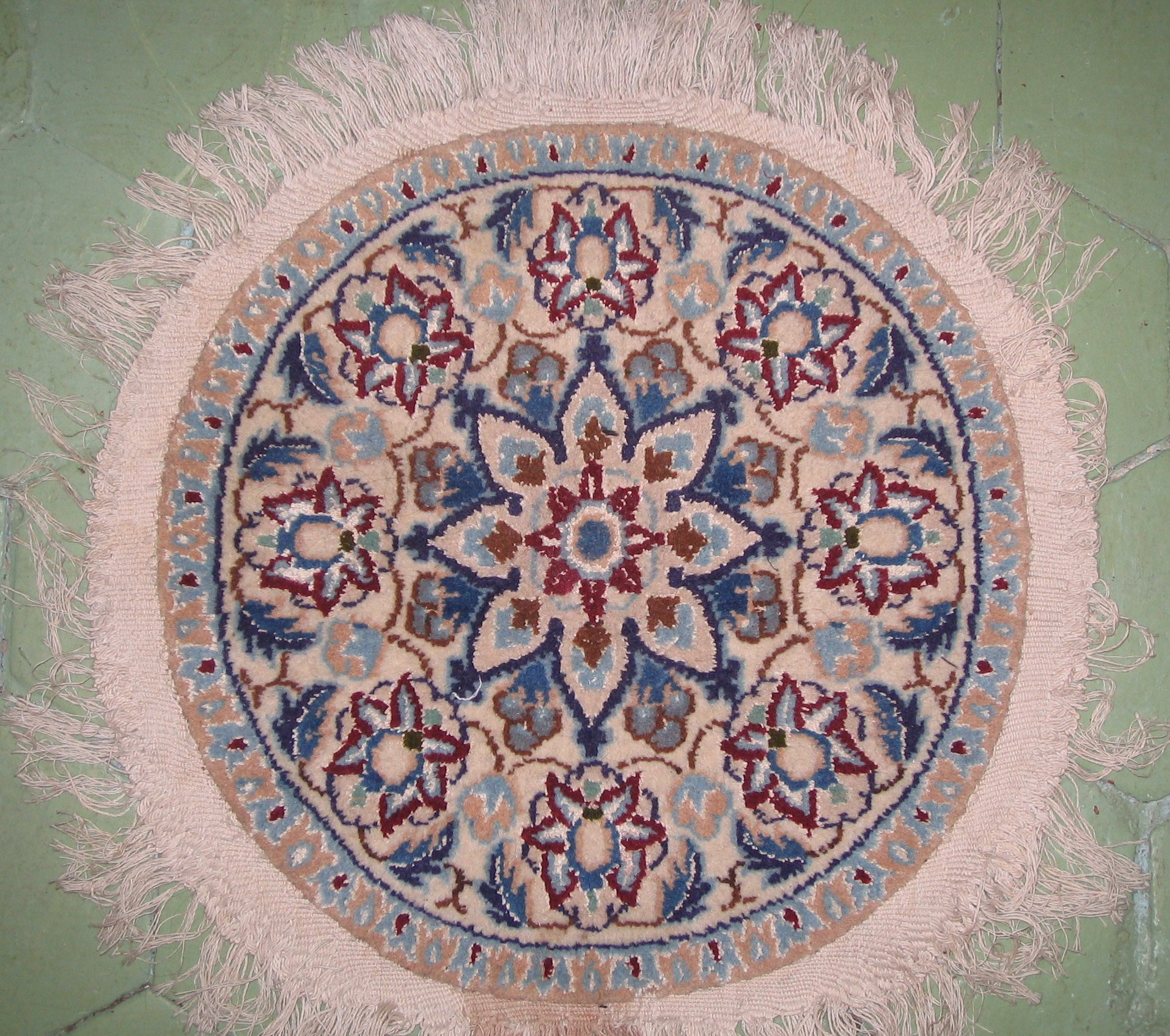
Ein runder Nā'in.

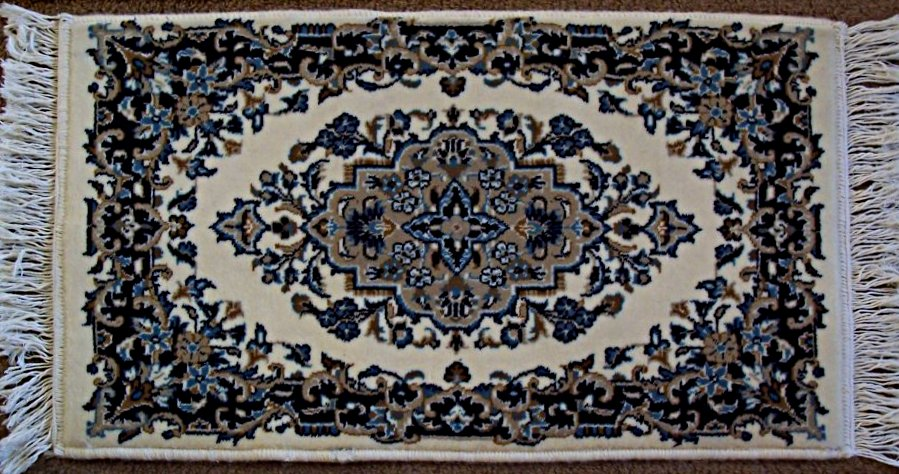
Ein typischer Nā'in.

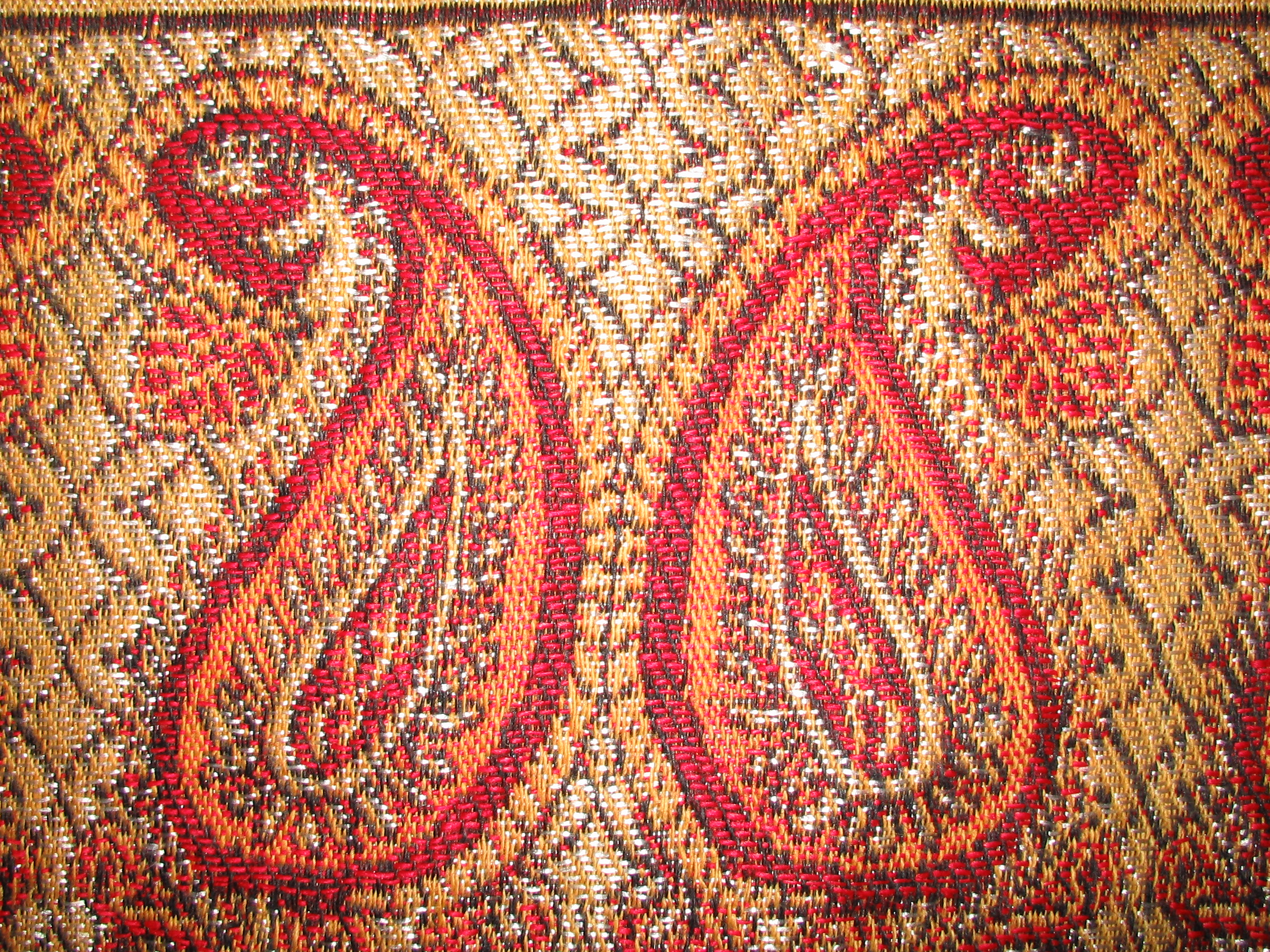
Boteh-Muster

Der Nain-Teppich (persisch قالی نائین) ist ein weltberühmter Teppich aus der gleichnamigen Oasenstadt Nain (Na’in) in der Provinz Isfahan im Zentraliran.
Es handelt sich bei diesem Teppich um einen besonders fein geknüpften Typ mit vorwiegend hellem Gesamteindruck (Kolorit). Die Hauptfarben kontrastieren zumeist im elfenbein-/sand- sahnefarbenen Ton mit hell- bis dunkelblauen Tönen. Bei echten Nain-Teppichen wird in ganz seltenen Fällen auch Hellrot verwendet. Charakterlich steht der Nain-Teppich damit dem Isfahan-Teppich nahe. Er gleicht dem Isfahan in der Musterung (Schah-Abbasi- und Eslimi-Muster), in der Knotendichte wie in der Florhöhe.
Ein echter Nain weist eine sehr hohe Knotendichte auf. Die durchschnittliche Knüpfungsdichte liegt bei 460.000 persischen Knoten pro Quadratmeter. Die qualitativ hochwertigsten Exemplare haben über eine Million Wollknoten pro Quadratmeter und werden auf Seiden- oder Baumwollkette geknüpft. Die Struktur ist sehr stabil. Das Grundgewebe ist dünn und baumwollen. Der Flor nur mäßig hoch, durch Seideneinschlüsse glänzend, glatt und sehr dicht. Manche Exemplare sind vollständig aus Seide hergestellt.
Die Nain-Teppiche weisen feingliedrige Rankenkompositionen auf mit schwungvollen großen Boteh-Motiven (bekanntestes Teppichmotiv, bei dem die Form einer Mandel – stilisiertes Augenmotiv – nachempfunden wird). Als Muster werden gerne zarte Medaillons mit Vasenstrukturen als Ansatz gewählt, genauso wie einfallsreiche Ranken-Blüten-Blumen-Zeichnungen ohne Medaillon.
Die Nain-Teppiche gehören zu den eher kleineren Teppichen mit länglichem Format. Auch gibt es Nain-Brücken.
Die heutigen Khorassan-Nain-s werden zumeist in der Region um Maschhad und Kashmar hergestellt. Ihre Qualität ist am Durchschnittskunden orientiert.